# Екран (кінотеатр, Київ)
Кінотеатр «Екран» — один з перших у Києві стаціонарний кінотеатр, відкритий у спеціально збудованому приміщенні 29 травня 1911 року. На сьогодні є найстарішим у Києві збереженим спеціалізованим приміщенням, збудованим для показу фільмів.
Колишні назви: «Міраж», «ім. 1-го Травня», «Експрес».

## Історія

### Відкриття і функціонування до 1917 року
Навесні 1911 року 33-річний підприємець Ілля Вільгельмович Штейн будує перший кінотеатр на Брест-Литовському шосе, 39 (дачне селище Святошин, ділянка № 267).
І. В. Штейн був вихідцем з Німеччини, інженер-будівельник. Разом з дружиною Ідою Марківною Штейн володіли дохідним будинком на Дмитрівській, 47. В цьому ж будинку Ілля Штейн відкрив «Сінематограф» під назвою «Гном». За однією з версій, дружина Штейна була власницею «веселого закладу» на Ямській і в подальшому стала прототипом власниці будинку терпимості Анни Марківни Шойбес із повісті «Яма» Купріна.
Кінотеатр знаходився біля зупинки трамвая Третя просіка (пізніше вул. Паркова).
На сьогодні приміщення кінотеатру — «Екран» найстаріше спеціально пристосоване на території Києва. Другим за віком є приміщення кінотеатру Ліра, що почав діяти з 18.09.1913 року на вулиці Великій Житомирській 40/1.
Ділянка кінотеатру № 267 у дачному селищі Святошин належала Миколі Сільвестровичу Крутікову — крупному землевласнику, що володів 313 десятинами землі(342га) на хуторі Халаїм Білогородської волості Київської губернії.
Микола Крутіков — братом Петра Сільвестровича Крутікова, знаменитого дресирувальника коней, який спорудив у Києві перший кам'яний Цирк Гіппо-Палас).
Оскільки питання електропостачання кінотеатру вирішено не було, то робота кіноустановки здійснювалась від динамо-машини з приводом від гасового двигуна. Гучний гуркіт генаратора не сподобалося святошинським дачникам і після їхнього протесту кінотеатр довелося закрити. Апарат Штейн переніс у село Біличі і там поновив роботу.
В 1917 році кінотеатр називається «Міраж». В травні там розміщується Бюро Святошинського районного комітету Російської соціал-демократичної робітничої партії.

### Кінотеатр за СРСР до Другої світової війни
Святошин у 1923 році входить у межі міста Києва.
У радянські роки заклад назвали «Кінотеатр ім. 1-го Травня».

### Кінотеатр під час Другої Світової війни
У грудні 1941 року окупаційна німецька влада планувала відновити роботу кінотеатру: «Найближчим часом почне працювати кінотеатр. Щоб краще налагодити зв'язок з містом передбачається відновити святошинську трамвайну гілку та налагодити автобусне сполучення».
Після відновлення роботи кінотеатр називають «Експрес» і тепер його адреса звучить, як «Шосе, 37, Святошин, 3 просіка». З оголошень в україномовній окупаційній газеті «Нове українське слово» можна дізнатися, що з 30 квітня по 19 вересня 1943 року тут регулярно показували німецькі фільми. Наприкінці вересня розпочалася наступальна операція зі звільнення Києва і кінопокази припинилися.
Місцеві мешканці переповідають історії, що під час 2-ї світової війни німецькі окупанти розмістили в приміщенні кінотеатру стайню для коней. Через це в подальші роки місцеві жителі іноді називали заклад «конюшнею».

### Кінотеатр у післявоєнний час
Після війни кінотеатру повертають назву «ім.1 Травня». В довідниках адресу зазначають, як «Святошин, 3 просіка». достеменно відомо, що він працював вже у 1947 році. У 1949 році кінотеатр управляється Київським міським управлінням кінофікації.
В 1978 році після ремонту перейменували в «Екран». Було добудоване приміщення фоє з кафе площею 195 м² і загальна площа кінотеатру стала 450 кв.м.
В кінотеатрі встановили нові проектори 23КПК, які випускалися ленінградським об'єднанням ЛОМО з 1973 року.

### «Екран» у часи незалежності (від 1991 року)
Кінотеатр фактично працював до 2010 року. Був останнім у Києві, де виготовлялися мальовані афіші.
24 травня 2003 року поруч відкрита станція «Житомирська» Київського метрополітену.

#### Проєкт нового кінотеатру
12 лютого 2004 року Київська міська рада ухвалила рішення про знесення кінотеатру у зв'язку з майбутнім будівництвом житлового комплексу за адресою проспект Перемоги, 115А. Дозвіл на знесення був даний компанії ТОВ «Вестін» за умови безоплатної передачі до комунальної власності територіальної громади Києва після завершення будівництва в першу чергу та прийняття в установленому порядку в експлуатацію приміщень нового кінотеатру, площа яких має бути не менше 450 кв. м.
В стилобаті комплексу планувалося облаштування нового кінотеатру з кінозалом на 300 місць. Будівництво розпочалося у 2005 році та було зупинене у 2008—2009 роках у зв'язку зі Світовою економічною кризою.
13 листопада 2013 року Київрада визнала рішення про знесення кінотеатру «Екран» таким, що втратило чинність. Основою для ухвалення рішення стали звернення народного депутата Олександра Бригинця та Департаменту культури КМДА.

#### Зупинка кінопоказів
Влітку 2010 року показ кіносеансів був припинений через пошкодження фундаменту старої будівлі.За час свого існування «Екран» жодного разу не змінював свого призначення, показував фільми навіть у роки Другої Світової війни.
У 2011 році планувалося святкування 100-річчя кінотеатру.
З 2012 до 2018 року кінотеатр використовувався для розміщення платної вбиральні та маленької кав'ярні.

#### Пожежа
28 травня 2018 року приміщенні кінотеатру сталася пожежа.. Загоряння виникло в фойе, розміром 15×13 м з подальшим поширенням на покрівлю кінотеатру. Близько 11:00 пожежа на загальній площі 60 м² була локалізована, а об 11:14 — ліквідована.

#### Відновлення
22 червня 2017 року Київська міська рада ухвалила рішення — реорганізувати комунальне підприємство Кінотеатр «Екран» шляхом приєднання його до комунального підприємства «Київкінофільм».
Остаточна передача кінотеатру на баланс КП очікується до кінця 2019 року. Після цього має розпочатися процес відновлення кінотеатру.